# Distretto di Cogt-Ovoo
Il distretto di Cogt-Ovoo è uno dei quindici distretti (sum) in cui è suddivisa la provincia dell'Ômnôgov', in Mongolia. Conta una popolazione di 1.666 abitanti (censimento 2009).